# Movimiento Unificado Campesino del Aguan (MUCA)
El Movimiento Unificado de Campesinos del Aguán (MUCA) es un movimiento formado por 28 grupos campesinos que incluyen una 3,500 familias que ocupan más de 20.000 hectáreas de tierra, que les fuero otorgadas por la Ley de Reforma Agraria de 1962, y que, tras la adopción en 1992 de la Ley para la Modernización y Desarrollo del Sector Agrícola, les fueron compradas en condiciones irregulares (engaños, hostigamientos y amenazas) por diversos agentes del sector empresarial. Las víctimas provienen de poblaciones campesinas de la zona del Bajo Aguán en Honduras, y han enfrentado un contexto de violencia e incetidumbre respecto de su propiedad y vivienda como resultado de la problemática relacionada con la propiedad de las tierras, así como una inacción global de la parte de las varias jurisdicciones a las que presentaron sus demandas

## Historia
En 2016, fueron asesinados José Ángel Flores, presidente del Movimiento Unificado de Campesinos del Aguán (MUCA), y Silmer Dionisio George, miembro del MUCA.
En su artículo titulado "La revolución rusa y nosotros", el famoso historiador español Josep Fontana se refiere al MUCA como ejemplo de las luchas internationales de oposición al capitalismo, explicando que "los campesinos de muchos países que no militan en partidos, sino en asociaciones locales como el Movimiento Unificado de campesinos del Aguán, que presidía José Ángel Flores". Éste toma el caso de la represión importante que padece el MUCA y en particular el asesinato de José Ángel Flores el 18 de octubre de 2016 (6 días antes de la fecha de la conferencia de la que ha sacado el artículo) como ejemplo de la continuidad de la "guerra sucia" contra los movimientos oposición al capitalismo en varios países, que han estado llevando los gobiernos y "las empresas internacionales interesadas en la explotación de [los] recursos", y eso a veces "con la tolerancia y protección de los Estados Unidos"